# Фатех Гарбі
Фатех Гарбі (фр. Fatah Gharbi, нар. 12 березня 1983, Сфакс) — туніський футболіст, захисник клубу «Сфакс Рейлвейз».
Виступав, зокрема, за клуб «Сфаксьєн», а також національну збірну Тунісу.

## Клубна кар'єра
У дорослому футболі дебютував 2004 року виступами за команду клубу «Сфаксьєн», в якій провів дев'ять сезонів. 
Згодом з 2013 по 2016 рік грав у складі команд клубів «Клуб Африкен» та «Осеано Клуб де Керкенна».
До складу клубу «Сфакс Рейлвейз» приєднався 2016 року.

## Виступи за збірну
У 2008 році дебютував в офіційних матчах у складі національної збірної Тунісу. Наразі провів у формі головної команди країни 9 матчів, забивши 1 гол.
У складі збірної був учасником Кубка африканських націй 2013 року у ПАР.

## Титули і досягнення
- Переможець Чемпіонату африканських націй: 2011